# Arion
Az Arion egy ünnepelt görög költő és zeneszerző neve, a név  jelentése: a gyors, az erős.

## Gyakorisága
Az 1990-es években szórványosan fordult elő, a 2000-es években nem szerepel a 100 leggyakoribb férfinév között.

## Névnapok
- február 3.[2]

## Híres Arionok
- Arion